# Грамаде (област Кюстендил)
 За другото българско село с име Грамаде вижте Грамаде (Област Смолян).  
Грамаде е село в Западна България. То се намира в община Дупница, област Кюстендил.

## География
Село Грамаде се намира в планински район.
През територията на селото тече река Варница. Днешното с. Грамаде е възникнало през XVIII век във връзка с чифликчийството при разлагането на турската феодална система. Двама турски чифликчии заселват тук мнозинството от християнската обезправена рая да им работи като наемни работници. В селото никога не са живеели турци. Според преданията, селото някога се е намирало в местността Грамадите, но за да бъде по-далеч от погледа на турците, се преселва на сегашното си място. До късно време там са стърчали зидове, впоследствие доразрушени.

## История
По време на Балканската война селото е дало 3 жертви:
- Ангел Атанасов
- Начо Котев
- Стоимен Бачев

## Население
Численост и дял на етническите групи според преброяването на населението през 2011 г.:
|                     | Численост | Дял (в %) |
| Общо                | 52        | 100,00    |
| Българи             | 52        | 100,00    |
| Турци               | 0         | 0,00      |
| Цигани              | 0         | 0,00      |
| Други               | 0         | 0,00      |
| Не се самоопределят | 0         | 0,00      |
| Неотговорили        | 0         | 0,00      |

## Културни и природни забележителности
- Паметник на загиналите воини в Междусъюзническата, Балканската и Първата световна война.

## Редовни събития
- Празникът на селото е на 26 октомври – Димитровден

## Личности
- Иван Хаджийски (р. 1955), български историк, краевед